# El Ciudadano (Ecuador)
El Ciudadano fue un sistema de información 360 propiedad del Gobierno del Ecuador, fundado en abril del 2008.
De administración estatal, era el órgano oficial de información y propaganda del proceso conocido como Revolución Ciudadana.
El sistema contaba con una página web, un periódico impreso, un canal de televisión, un programa de TV y una estación radial.
El periódico tenía un tiraje de 120 mil ejemplares mensuales, divididos en 2 ediciones de 60 mil impresos, el tabloide difundía entrevistas, reportajes y noticias de actualidad respecto de la labor realizada por el Gobierno encabezado por Rafael Correa Delgado. 
El Ciudadano también contó con un canal de televisión, El Ciudadano TV, en el canal 48 UHF de la ciudad de Quito y Radio Ciudadana, en la 106.9 FM de la capital ecuatoriana, con diversas repetidoras en varias provincias del país.
El Ciudadano se distribuía de manera gratuita a nivel nacional, a través de Correos del Ecuador y de las entidades públicas. Su edición impresa, así como su portal digital, dejaron de publicarse a partir del ascenso al poder de Lenín Moreno Garcés, de postura más vinculada a los medios de comunicación privados.